# 香泉乡
香泉乡，是中华人民共和国四川省绵阳市北川羌族自治县曾经下辖的一个乡。2019年12月，撤销通口镇和香泉乡，设立通泉镇。

## 行政区划
香泉乡撤销前下辖以下地区：
香泉村、龙凤村、流溪村、太平村、光明村、紫山村、紫霞村、黄江村、云林村、水洞村、兴隆村和敬东村。